# José Álvarez (beisbolista)
José Ricardo Álvarez, (nacido en Barcelona, Estado Anzoátegui, Venezuela, 6 de mayo de 1989) es un lanzador de béisbol profesional, que juega para la organización Los Angeles Angels of Anaheim, en la Grandes Ligas de Béisbol (MLB).

## Carrera como beisbolista
El 2 de julio de 2005 José Álvarez fue firmado por los Medias Rojas de Boston como agente libre aficionado.

### 2006
El 3 de junio de 2006, José Álvarez fue asignado a los DSL Red Sox de la liga Dominican Summer League. En la temporada se fue de 2 juego ganado y 1 perdido, con una efectividad de 1.61, lanzó 15 juegos, ponchando a 64 bateadores en 61 Inning y 2/3, permitió 46 hit, 20 carreras, 1 jonrón y 19 bases por bolas, obteniendo un WHIP de 1.054. Culmina la temporada el 23 de agosto de 2006.
LVBP
El 9 de octubre de 2006 , José Álvarez es asignado a la organización Caribes de Oriente, equipo perteneciente a la Liga Venezolana de Béisbol Profesional (LVBP). Hace su debut en la liga el 12 de octubre de 2006, en la temporada invernal se fue de 
0 juegos ganados y 1 perdido, con una efectividad de 14.09, lanzó 9 juegos, ponchando a 5 bateadores en 7 Inning 2/3, permitió 15 hit, 13 carreras, 3 jonrones y 8 bases por bolas, obteniendo un WHIP (walks plus hits per inning pitched) de 3.000.

### 2007
José Álvarez continúa con los GCL Red Sox, de La Gulf Coast League en esta temporada se fue de 4 juego ganados y 1 perdido, con una efectividad de 1.84, lanzó 9 juegos, dos de ellos como abridor del partido, ponchando a 38 bateadores en 49 Inning, permitió 36 hit, 24 carreras, 4 jonrones y 14 base por bolas, obteniendo un WHIP de 1.020.
LVBP
José Álvarez participa de nuevo con la Caribes de Oriente, desde el 12 de octubre de 2007, en la temporada invernal se fue de 1 juego ganado y 0 perdidos, con una efectividad de 3.42, lanzó 11 juegos, ponchando a 23 bateadores en 26 Inning 1/3, permitió 18 hit, 10 carreras, 0 jonrones y 15 bases por bolas, obteniendo un WHIP (walks plus hits per inning pitched) de 1.253.

### 2008
José Álvarez fue asignado a Greenville Drive de La South Atlantic League de la Clase A (Media) desde el 8 de abril de 2018. En la temporada se fue de 8 juegos ganados y 9 perdidos, con una efectividad de 5.70, lanzó 24 juegos, 19 de ellos como abridor, ponchando a 86 bateadores en 107 Inning Y 1/3, permitió 118 hit, 74 carreras, 15 jonrones y 37 bases por bolas, obteniendo un WHIP de 1.444.
LVBP
José Álvarez participa de nuevo con la organización pero con nuevo nombre Caribes de Anzoátegui, desde el 17 de octubre de 2008, en la temporada se fue de 0 juegos ganados y 0 perdidos, con una efectividad de 4.00, lanzó 4 juegos, ponchando a 5 bateadores en 9 Inning, permitió 7 hit, 6 carreras, 0 jonrones y 5 bases por bolas, obteniendo un WHIP (walks plus hits per inning pitched) de 1.333.

### 2009
El 11 de abril del 2009, José Álvarez fue asignado a Los Salem Red Sox de La Carolina League, de la Clase A Avanzada (Fuerte). En la temporada se fue de 1 juego ganado y 1 perdido, con una efectividad de 4.74, lanzó 12 juegos, ponchando a 11 bateadores en 24 Inning y 2/3, permitió 32 hit, 15 carreras, 1 jonrón y 6 bases por bolas, obteniendo un WHIP de 1.541. estuvo con el equipo hasta el 2 de junio 2009.
El 20 de junio del 2009, José Álvarez fue asignado a Los Lowell Spinners de La New York–Penn League, de la Clase A temporada corta. En la temporada se fue de 8 juegos ganados y 3 perdidos, con una efectividad de 1.52, lanzó 14 juegos, ponchando a 63 bateadores en 82 Inning, permitió 60 hit, 17 carreras, 4 jonrones y 10 bases por bolas, obteniendo un WHIP de 0.843. estuvo con el equipo hasta el 02 de septiembre 2009.
LVBP
José Álvarez participa con Caribes de Anzoátegui, desde el 9 de octubre de 2015 hasta  el 18 de diciembre de 2009, con un promedio de 1 juego ganado y 0 perdido, con una efectividad de 4.32, lanzó 18 juegos, ponchando a 14 bateadores en 16 Inning y 2/3, permitió 23 hit, 8 carreras, 1 jonrón y 9 bases por bolas, obteniendo un WHIP de 1.920.

### 2010
El 2 de abril de 2010, José Álvarez fue asignado a Greensboro Grasshoppers de Jamestown Jammers. Participa con el equipo desde el 8 de abril de 2016, de La South Atlantic League de la Clase A (Media). Se fue de 10 juegos ganados y 3 perdidos, con una efectividad de 3.58, lanzó 26 juegos, ponchando a 113 bateadores en 108 Inning, permitió 114 hit, 52 carreras, 9 jonrones y 32 bases por bolas, obteniendo un WHIP de 1.352.
El 29 de julio de 2010, Greensboro Grasshoppers ponen a José Álvarez en la lista de deshabilitado de 7 días por irritation de los ojos. el 26 de agosto de 2010 activan a José Álvarez de la lista de deshabilitado de 7 días. termina la temporada hasta el 3 de septiembre de 2010
El 4 de noviembre de 2010 José Álvarez es declarado como agente libre.
El 5 de noviembre de 2010, José Álvarez firmó un contrato de la ligas menores con Los Angeles Angels of Anaheim.
LVBP
José Álvarez vuelve a participar con Los Caribes de Anzoátegui desde el 12 de octubre hasta el 27 de diciembre de 2010, Se fue de 3 juegos ganados y 3 perdidos, con una efectividad de 4.03, lanzó 22 juegos, ponchando a 21 bateadores en 29 Inning, permitió 28 hit, 13 carreras, 1 jonrón y 11 bases por bolas, obteniendo un WHIP de 1.345.

### 2011
El 5 de abril de 2011, José Álvarez es asignado a Jupiter Hammerheads, de La Florida State League, de la Clase A Avanzada (Fuerte). Participa con el equipo desde el 9 de abril del 2011 hasta el 27 de junio de 2011, se fue de 6 juegos ganados y 5 perdidos, con una efectividad de 2.96, lanzó 15 juegos, ponchando a 73 bateadores en 82 Inning, permitió 79 hit, 32 carreras, 2 jonrones y 19 bases por bolas, obteniendo un WHIP de 1.195.
El 1 de julio de 2011, José Álvarez es asignado a Jacksonville Suns, de La Southern League, de la Doble A. Participa con el equipo desde el 2 de julio de 2011 hasta el 3 de septiembre de 2011, se fue de 2 juegos ganados y 6 perdidos, con una efectividad de 5.35, lanzó 12 juegos, ponchando a 45 bateadores en 65 Inning y 2/3, permitió 80 hit, 47 carreras, 9 jonrones y 22 bases por bolas, obteniendo un WHIP de 1.553.
LVBP
José Álvarez vuelve a participar con Los Caribes de Anzoátegui, desde el 23 de noviembre hasta el 30 de diciembre de 2011, Se fue de 1 juego ganado y 1 perdido, con una efectividad de 3.60, lanzó 11 juegos, ponchando a 4 bateadores en 10 Inning, permitió 4 hit, 4 carreras, 0 jonrones y 5 bases por bolas, obteniendo un WHIP de 0.900.

### 2012
El 20 de enero de 2012,	Miami Marlins invitó a José Álvarez fuera del roster para los spring training.
El 9 de abril de 2012, Jacksonville Suns ponen a José Álvarez en la lista de deshabilitados de 7 días.
El 20 de abril de 2012,	Jacksonville Suns activan a José Álvarez de la lista de deshabilitados de 7 días.
El 3 de julio de 2012,	Jacksonville Suns ponen a José Álvarez en la lista de deshabilitados de 7 días. por Tensión en la ingle izquierda.
El 15 de julio de 2012,	Jacksonville Suns activan a José Álvarez de la lista de deshabilitados de 7 días.
Participa con el equipo Jacksonville Suns desde el 6 de abril del 2012 hasta el 3 de septiembre de 2012, se fue de 6 juegos ganados y 9 perdidos, con una efectividad de 4.22, lanzó 25 juegos de los cuales 24 como abridor, ponchando a 70 bateadores en 136 Inning 1/3, permitió 141 hit, 66 carreras, 8 jonrones y 26 bases por bolas, obteniendo un WHIP de 1.225.
El 2 de noviembre de 2012, la organización Miami Marlins coloca a José Álvarez como agente libre.
LVBP
José Álvarez vuelve a participar con Los Caribes de Anzoátegui, desde el 10 de octubre hasta el 30 de diciembre de 2012, Se fue de 2 juegos ganados y 3 perdidos, con una efectividad de 2.54, lanzó 15 juegos juegos de los cuales 5 como abridor, ponchando a 22 bateadores en 22 Inning, permitió 31 hit, 14 carreras, 1 jonrón y 13 bases por bolas, obteniendo un WHIP de 1.128.
El 8 de noviembre de 2012, La organización de Detroit Tigers firman a José Álvarez con un contrato de la ligas menores y invitado a spring training.

### 2013
Los Detroit Tigers, asignan a  José Álvarez a los Toledo Mud Hens de La International League, de la Triple A. Participa con el equipo desde el 8 de abril de 2013 hasta el 31 de agosto de 2013, se fue de 8 juegos ganados y 6 perdidos, con una efectividad de 2.80, lanzó 21 juegos, ponchando a 115 bateadores en 128 Inning y 2/3, permitió 114 hit, 46 carreras, 11 jonrones y 25 bases por bolas, obteniendo un WHIP de 1.080.
(MLB)
José Álvarez hace su primera aparición en las Grandes Ligas de Béisbol (MLB) el 9 de junio de 2013, con Los Detroit Tigers. Participa en la temporada con el equipo hasta el 27 de septiembre de 2013, se fue de 1 juego ganado y 5 perdidos, con una efectividad de 5.82, lanzó 14 juegos de los cuales 6 como abridor, ponchando a 31 bateadores en 38 Inning y 2/3, permitió 31 hit, 14 carreras, 1 jonrón y 13 bases por bolas, obteniendo un WHIP de 1.128.

### 2014
El 21 de marzo de 2014, los Detroit Tigers cambian a José Álvarez a Los Angeles Angels of Anaheim por el 3B Andrew Romine.
El 29 de marzo de 2014,	Los Angeles Angels asignan a  José Álvarez a Los Salt Lake Bees de la Pacific Coast League de la clase Triple A. Participa con el equipo desde el 4 de abril del 2014 hasta el 8 de mayo de 2014, se fue de 0 juegos ganados y 2 perdidos, con una efectividad de 6.75, lanzó 6 juegos todos como abridor, ponchando a 17 bateadores en 30 Inning y 2/3, permitió 35 hit, 25 carreras, 8 jonrones y 15 bases por bolas, obteniendo un WHIP de 1.630.
(MLB)
El 13 de abril de 2014, Los Angeles Angels llaman a José Álvarez a las Grandes Ligas de Béisbol (MLB). Participa en la temporada con el equipo desde el 14 abril hasta el 15 de abril de 2014, se fue de 0 juegos ganados y 0 perdidos, con una efectividad de 5.82, lanzó 2 juegos, ponchando a 1 bateador en 2/3 de Inning, permitió 1 hit, obteniendo un WHIP de 1.500.
El 18 de abril de 2014, Los Angeles Angels colocan a José Álvarez de nuevo a  Los Salt Lake Bees.
El 14 de mayo de 2014, Los Salt Lake Bees ponen a José Álvarez en la lista de deshabilitados de 7 día por tensión del codo.
El 26 de agosto de 2014, Los Salt Lake Bees envían a José Álvarez a AZL Angels para una sección de rehabilitación. Se fue de 0 juegos ganados y 0 perdidos, con una efectividad de 0.00, lanzó 1 juego como abridor, en 1/3 de Inning, permitió 1 base por bola, obteniendo un WHIP de 1.000.
LPBV
José Álvarez, vuelve a participar desde El 10 de octubre de 2014 con los Caribes de Anzoátegui hasta el 28 de diciembre de 2014, se fue de 6 juegos ganados y 1 perdido, con una efectividad de 1.91, lanzó 19 juegos, ponchando a 40 bateador en 56 Inning 2/3, permitió 40 hit, 13 carreras, 17 bases por bolas, obteniendo un WHIP de 1.006.

### 2015
(MLB)
Los Angeles Angels llaman a José Álvarez a las Grandes Ligas de Béisbol (MLB). Participa en la temporada con el equipo desde el 8 abril hasta el 3 de octubre de 2015, se fue de 4 juegos ganados y 3 perdidos, con una efectividad de 3.49, lanzó 64 juegos, ponchando a 59 bateadores en 67 de Inning, permitió 58 hit, 29 carreras, 5 jonrones y 23 bases por bolas, obteniendo un WHIP de 1.209.

### 2016
(MLB)
José Álvarez Participa en la temporada con Los Angeles Angels desde el 5 abril hasta el 1 de octubre de 2016, se fue de 1 juego ganado y 3 perdidos, con una efectividad de 3.45, lanzó 64 juegos, ponchando a 51 bateadores en 57 Inning y 1/3, permitió 71 hit, 29 carreras, 4 jonrones y 15 bases por bolas, obteniendo un WHIP de 1.500.
El 4 de julio de 2016, Los Angeles Angels colocan a José Álvarez para que participe con Salt Lake Bees de la Pacific Coast League de la clase Triple A, desde el 6 de julio hasta el 17 de julio de 2016, se fue de 1 juego ganado y 0 perdidos, con una efectividad de 2.45, lanzó 5 juegos, ponchando a 7 bateadores en 7 Inning y 1/3, permitió 5 hit, 3 carreras, 0 jonrones y 5 bases por bolas, obteniendo un WHIP de 1.364.

### 2017
(MLB)
El 30 de junio de 2017, Los Angeles Angels, colocaron a José Álvarez con los Salt Lake Bees, de la Pacific Coast League clase Triple A.

### 2018
El 6 de diciembre de 2018, los Philadelphia Phillies cambian al RHP Luis García a Los Angeles Angels por el LHP Jose Alvarez.